# Number 1 (Nelly)
#1  è un brano musicale del rapper statunitense Nelly, pubblicato come singolo estratto dalla colonna sonora del film Training Day il 29 agosto 2001. Il brano è riuscito ad arrivare alla ventiduesima posizione della classifica Billboard Hot 100. Nel video musicale prodotto per #1, Nelly è accompagnato alla chitarra elettrica da Joe Perry degli Aerosmith.

## Tracce
CD-Maxi EMI 54 6086 2 / EAN 0724354608629
1. #1 (Radio Version) - 4:01
2. #1 (Album Version) - 4:23
3. #1 (Instrumental) - 4:08
4. Training Day (In My Hood) (Radio Edit (No Intro)) - Roscoe - 3:46
5. Training Day (In My Hood) - Roscoe - 4:21

## Classifiche
| Classifica (2000)                    | Posizione più alta |
| ------------------------------------ | ------------------ |
| U.S. Billboard Hot 100               | 22                 |
| U.S. Billboard Hot R&B/Hip-Hop Songs | 20                 |
| Austria                              | 35                 |
| Australia                            | 20                 |
| Paesi Bassi                          | 52                 |
| Svizzera                             | 22                 |